# Ceratophygadeuon limatulus
Ceratophygadeuon limatulus är en stekelart som beskrevs av Henry Keith Townes, Jr. 1983. Ceratophygadeuon limatulus ingår i släktet Ceratophygadeuon och familjen brokparasitsteklar. Inga underarter finns listade i Catalogue of Life.